# غلوكوسيديزات

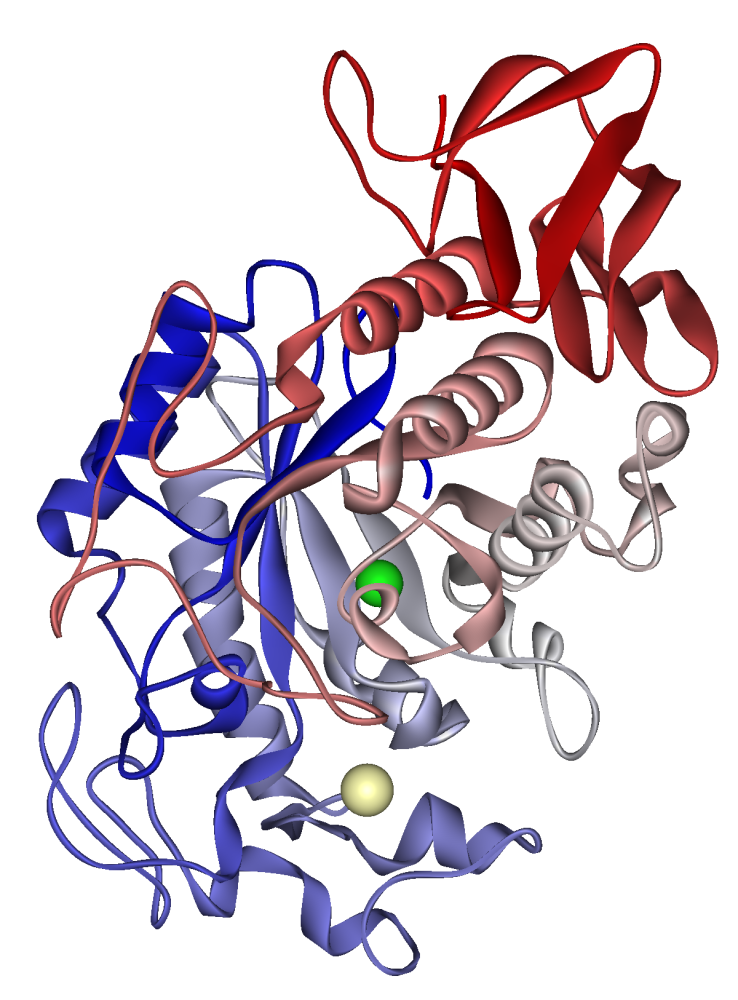

الغلوكوسيديزات أو أنزيمات محللة للسكريات (بالإنجليزية: Glucosidases)‏ هي إنزيمات من عائلة هيدروليزات الغلايكوسيد ويصنف تحت رقم التصنيف الإنزيمي 3.2.1.

## الوظيفة
الغلوكوسيديزات ألفا إنزيمات منخرطة في تحطيم الكربوهيدرات المعقدة كالنشا و الغلايكوجين.
وهي تحفز فصل واحدة من تفرعات مجموعات الغلوكوسيل من السكريات المترافقة (بالإنجليزية: glycoconjugates)‏ بما في ذلك مبلمرات الغلوكوز المرتبطة بروابط ألفا أو بيتا.

## الأهمية السريرية
هذه الإنزيمات يتم توجيهها بوساطة مثبطات الألفا غلايكوسيديز كالأكاربوز والمايجليتول للتحكم بالسكري النمط الثاني.

## روابط خارجية
- Glucosidases في المكتبة الوطنية الأمريكية للطب نظام فهرسة المواضيع الطبية (MeSH).